# Кольпи, Анри
Анри́ Кольпи́ (фр. Henri Colpi; 15 июля 1921, Бриг, Швейцария — 14 января 2006, Ментона, Франция) — французский кинематографист.

## Биография
Одна из видных фигур французского послевоенного кино. Кольпи в основном работал как монтажёр (в тридцати фильмах, из которых наиболее известны «Хиросима, любовь моя» (1959) и «Прошлым летом в Мариенбаде» (1961) — оба поставлены режиссёром Аленом Рене). Наиболее широко Кольпи известен как режиссёр фильма «Столь долгое отсутствие» (1961), выигравшего «Золотую пальмовую ветвь» 14-го кинофестиваля в Каннах. Кроме того, Кольпи периодически выступал в качестве сценариста, актёра, композитора и др.
Похоронен на Морском кладбище (cimetiere Marin) в Сете.

## Избранная фильмография

### Режиссёр
- 1961 — «Столь долгое отсутствие» / Une aussi longue absence
- 1963 — «Кодин» / Codine
- 1970 — «Счастлив тот, кто подобен Улиссу» / Heureux qui comme Ulysse
- 1973 — «Таинственный остров» / La isla misteriosa

### Монтажёр
- 1956 — «Тайна Пикассо» / Le mystère Picasso (реж. Анри-Жорж Клузо)
- 1959 — «Хиросима, любовь моя» / Hiroshima mon amour (реж. Ален Рене)
- 1961 — «Прошлым летом в Мариенбаде» / L’année dernière à Marienbad (реж. Ален Рене)
- 1963 — «Кодин» / Codine
- 1977 — «Билитис» / Bilitis (реж. Дэвид Хэмилтон)
- 1981 — «Плоды страсти» / Les Fruits de la passion (реж. Судзи Тераяма)
- 1982 — «Старший брат» / Le grand frère (реж. Франсис Жиро)
- 1989 — «Австралия» / Australia (реж. Жан-Жак Андрие)

## Награды
- 1961 — Каннский кинофестиваль: «Золотая пальмовая ветвь» за фильм «Столь долгое отсутствие»
- 1963 — Каннский кинофестиваль: приз за лучший сценарий за фильм «Кодин»

## Публикации на русском языке
- Кольпи, Анри. Комментарий к «Тайне Пикассо» [: о фильме А.-Ж.Клузо ] / Пер. Е. Чебычевой // Сеанс. 2008. № 33/34.